# أليكساندر ماليت
أليكساندر ماليت هو لاعب هوكي الجليد كندي، ولد في 22 مايو 1992 في أمكوي في كندا.

## وصلات خارجية
- أليكساندر ماليت على موقع دوري الهوكي الوطني (الإنجليزية)
- أليكساندر ماليت على موقع EliteProspects.com (الإنجليزية)
- أليكساندر ماليت على موقع HockeyDB.com (الإنجليزية)